# Світлодолинська сільська рада (Мелітопольський район)
| Світлодолинська сільська рада — колишній орган місцевого самоврядування у Мелітопольському районі Запорізької області з адміністративним центром у с. Світлодолинське. Історична дата утворення: в 1921 році. Водоймища на території, підпорядкованій даній раді: р. Юшанли, р. Крульман. Сільській раді підпорядковані населені пункти: - с. Світлодолинське - с. Кам'янське - с. Орлове - с. Прилуківка - с. Травневе |

## Склад ради
Рада складається з 16 депутатів та голови.

### Керівний склад ради
Примітка: таблиця складена за даними джерела